# Одровонж, Андрей
Андрей (Анджей) Одровонж из Спровы (пол. Andrzej Odrowąż; ум. 1 мая 1465 года) — польский шляхтич герба Одровонж, староста львовский и подольский (с 1450), воевода русский (1452—1465) и подольский (1456).

## Биография
Принадлежал к роду Одровонжей. Его отцом был воевода подольский и русский Петр Одровонж, матерью — Катаржина Одровонж. Имел брата Яна, который также был воеводой подольским и русским, а также сестру Малгожату.
Отец Андрея погиб в бою под Красным, недалеко от Васлуя в Молдавии 6 сентября 1450 года. В этом году Андрей становится старостой львовским и подольским, а в 1452 году получает для управления Русское воеводство.
В 1456 году ненадолго стал воеводой в Подолии. В этом году с дозволения короля Казимира Ягеллончика выкупил крепость Ров (ныне — город Бар) и село Ялтушков, а также другие села у Стогнева из Шумска. В 1455 году стал владельцем города Сендзишува Малопольского. В 1458 даровал городу Зенькову (ныне — село Хмельницкой области) Магдебургское право.
В 1460 пустил в город Львов монахов-бернардинцев и выделил им место для монастыря. Так появился Львовский бернардинский монастырь. Тем не менее, дела во Львове у Одровонжа шли не так гладко. По сообщению украинского историка М.С. Грушевского, староста правил настолько «всевластно», что жители города даже организовали конфедерацию против «многолетних кривд», одним из главных врагов которой считался староста Одровонж. Лишь смерть Одровонжа и передача староства его брату, Яну, облегчила ситуацию.
В 1463 году Одровонж был послал королём в Каменец-Подольский с посольской миссией. Умер Андрей Одровонж 1 мая 1465 года. Был похоронен под алтарем костела св. Андрея во Львове или у стены монастыря в могиле.